# Autoportrait au chevalet (Chagall)
Pour les articles homonymes, voir Autoportrait au chevalet.
Autoportrait au chevalet est un tableau réalisé par le peintre russe Marc Chagall en 1914. Cette huile sur toile est un autoportrait. Elle est conservée dans une collection privée.